# 康斯坦丁·蒂什琴科
康斯坦丁·米科拉約維奇·蒂什琴科（羅馬化：Kostiantyn Mykolaiovych Tyshchenko；1941年7月30日—2023年7月23日），烏克蘭语言学家、教師、翻译家、语言学博士（1992年）及教授（1995年）。蒂什琴科著有240多部有关语言学元理论、语言符号理论、语言规律、语言形态描述优化、语言教学、语言发展问题、羅曼語族和东方语族学的著作，以及一系列关于日耳曼語、斯拉夫语、阿尔泰语、凯尔特语族以及巴斯克语和芬兰语的研究文章。蒂什琴科通晓多种语言，能讲二十多种不同的语言。他讲授一般语言学，并开设法语、意大利语、波斯语、芬兰语、巴斯克语、威尔士语和其他语言的实践课程。2001年至2010年，他担任语言教育博物馆的馆长和首席研究员，该博物馆由他于1992年在基辅国立大学创立。基辅国立大学中东系教授（2011年）。荣获意大利共和国功绩勋章（2003年）和芬兰白玫瑰勋章（2005年）。